# Куский
Куский (на английски: Kooskia, буквени символи за произношение  Архив на оригинала от 2018-12-26 в Wayback Machine.) е град в окръг Айдахо, щата Айдахо, САЩ. Куский е с население от 675 жители (2000) и обща площ от 1,8 km². Намира се на 394 m надморска височина. ЗИП кодът му е 83539, а телефонният му код е 208.